# Distrito de Catilluc
El distrito de Catilluc es uno de los trece distritos de la provincia de San Miguel, ubicada en el Departamento de Cajamarca, bajo la administración del Gobierno regional de Cajamarca, en el Perú.
Desde el punto de vista jerárquico de la Iglesia católica forma parte de la Diócesis de Cajamarca, sufragánea de la Arquidiócesis de Trujillo.

## Historia
El distrito fue creado mediante Ley n.º 25053 del 19 de junio de 1989, en el primer gobierno del Presidente Alan García.

## Geografía

### Geografía física
El territorio distrital de Catilluc, íntegramente ubicado en la cuenca del río Chancay, es bastante accidentado y variado, comprendiendo tanto elevaciones y mesetas como pampas y valles alto andinos. Las regiones naturales del distrito son la Kechwa, que comprende aproximadamente la mitad del territorio en sus zonas norte, central y sur central, en torno al río Chancay, incluyendo en él la mayoría de centros poblados, y la jalca, que comprende una franja en el extremo S. O. y toda la parte oriental del distrito.
Tiene una superficie de 197,31 km² 

### Geografía económica
La influencia del régimen feudal en Catilluc es importante y antigua. En el mapa de Martínez Compañón (1784) aparece ya la Hacienda Quilcate, cuya permanencia se registra hasta el censo de 1972 y que perteneció mucho tiempo a la familia Rodríguez.
Actualmente, los cultivos del distrito no son diversificados. Dentro de la provincia, el distrito de Catilluc destaca por su producción ganadera, en especial la de vacunos, dedicados en buena parte a la producción de leche; esta actividad se basa principalmente en los pastos naturales y complementariamente en los forrajes cultivados.
El comercio se realiza con Cajamarca, El Empalme y Hualgayoc, principalmente.

### Geografía política
Bajo la Colonia, lo que hoy es el Distrito formó parte de la doctrina o curato de San Miguel, pasando con la Independencia al Distrito del mismo nombre. El año de 1857 fue integrado al entonces constituido Distrito de Llapa, donde permaneció por 132 años.

### Hidrología
Está conformado por todas las corrientes de agua superficial que desembocan en el Río Llantén, que tiene su origen de las Pampas de Quilcate y de las lagunas Mishacocha, Legiacocha y Alforjacocha, en el caserío Trucha de Oro y que en su prolongación es el río Chancay. 
Río Llantén
Nace de las  sagradas Lagunas Mishacocha, Legiacocha, Alforjacocha y de los pantanales de las Pampas de Quilcate, ubicadas en la Cabecera de la Cuenca  Catilluc Alto- Chancay- Lambayeque, caserío de Trucha de Oro y Oxapampa distrito de Catilluc, sus aguas bañan con el Canal los Órganos,  al Centro Poblado Menor Quilcate, El Milagro, Baños de Quilcate, San mateo, Catilluc, Zognad, Chaullagón, al distrito de Tongod, y que su curso es el Río Chancay que suministra a la  represa Tinajones para irrigar miles de hectáreas de arroz en la región Lambayeque.
Sus aguas  dulces es de gran importancia para irrigar los pastos y los sembrados
Río el Tuyo
Tiene su origen en la laguna  las Kiwilas, lugar las Pircas caserío Tres Ríos, sus aguas recorren los prados de San mateo, Alto Perú, Llamapampa y suministra al canal Catilluc Alto  para irrigar los valles de Catilluc Alto, Catilluc y Catilluc Bajo, desembocando en el río Llantén, Río el Tuyo.

## Centros poblados
Catilluc está compuesta por varios caseríos y centros poblados:
- Quilcate
- La Selva
- Zognad
- Los Ángeles
- Alto Perú
- Llamapampa
- El Milagro
- Nuevo Progreso
- Chucllapmapa
- Lirio Andino
- Pampas Verdes
- Rupahuasi
- La Unión
- Baños de Quilcate
- El Mirador
- Valle Andino
- Tres Ríos
- Pan de Azúcar
- Pueblo Nuevo

## Autoridades

### Municipales
- 2015 - 2018
  - Alcalde: Edgar Becerra Hernández

- 2019 - 2022
  - Alcalde: Juan Noriel Flores Hernández

- 2023 - 2026 
  - Alcalde: Alejandro Bustamante Arteaga

### Policiales
- Comisario:  PNP. Oscar Abel Vásquez Salazar

### Religiosas
- Diócesis de Cajamarca[5]
  - Obispo: Mons. José Carmelo Martínez Lázaro, OAR.

## Festividades
CALENDARIO FESTIVO.
En el distrito de Catilluc,  durante el año se celebran fiestas Patronales y aniversarios de instituciones.  
Mes de abril, en el caserío Alto Perú, fiesta patronal en honor a las sagradas imágenes Santa Rosa de Lima e Inmaculada Concepción.
Mes de mayo,  en el caserío Llamapampa, fiesta patronal en honor a la Sagrada Imagen Virgen María 
7 de junio,  en el caserío Lirio andino, Fiesta Patronal Sagrado Corazón de Jesús.
19 de junio, ANIVERSARIO DEL DISTRITO DE CATLLUC
3 de agosto, distrito de Catilluc fiesta en honor a la Cruz de Motupe
10 de agosto,  en el CP los Ángeles, Gran Fiesta Patronal en honor a las Sagradas Imágenes Sagrado Corazón de Jesús y Santa Rosa de Lima
20 de agosto,  en el distrito de Catilluc, Gran fiesta Patronal en honor a las sagradas imágenes Virgen del Carmen y Santa Rosa de Lima
24 de setiembre,  en el caserío San Mateo, fiesta en honor a las sagradas imágenes Virgen de las Mercedes y Patrón San Mateo
Mes de octubre, caserío de Zognad. Fiesta patronal en honor a la Imagen señor de los Milagros.
Primera semana de noviembre, Aniversario de la IE. Túpac Amaru"